# Aldo Angoula
Aldo Angoula (ur. 4 maja 1981 w Le Havre) – francuski piłkarz występujący na pozycji obrońcy. Obecnie jest zawodnikiem klubu Evian TG.

## Kariera klubowa
| Sezon   | Klub                | Kraj    | Rozgrywki | Mecze | Bramki | Rozgrywki Europy | Mecze | Bramki |
| ------- | ------------------- | ------- | --------- | ----- | ------ | ---------------- | ----- | ------ |
| 2005/06 | FUSC Bois-Guillaume | Francja | CFA       | 33    | 3      | –                | –     | –      |
| 2006/07 | FUSC Bois-Guillaume | Francja | CFA       | 33    | 4      | –                | –     | –      |
| 2007/08 | US Boulogne         | Francja | Ligue 2   | 13    | 0      | –                | –     | –      |
| 2008/09 | US Boulogne         | Francja | Ligue 2   | 0     | 0      | –                | –     | –      |
| 2008/09 | Evian TG            | Francja | National  | 7     | 0      | –                | –     | –      |
| 2009/10 | Evian TG            | Francja | National  | 33    | 4      | –                | –     | –      |
| 2010/11 | Evian TG            | Francja | Ligue 2   | 29    | 6      | –                | –     | –      |
| 2011/12 | Evian TG            | Francja | Ligue 1   | 31    | 2      | –                | –     | –      |
| 2012/13 | Evian TG            | Francja | Ligue 1   | 22    | 1      | –                | –     | –      |
| 2013/14 | Evian TG            | Francja | Ligue 1   | 20    | 1      | –                | –     | –      |
| 2014/15 | Evian TG            | Francja | Ligue 1   | 6     | 0      | –                | –     | –      |

Stan na: 14 grudnia 2014 r.

## Życie prywatne
Jego brat, Gaël, również jest piłkarzem.